# Camp Street Theatre
Camp Street Theatre, även kallad American Theatre, var en teater på Camp Street i New Orleans i Louisiana i USA, grundad 1822. Det var den ledande engelskspråkiga teatern i New Orleans. 
Den grundades av teaterdirektören James H. Caldwell år 1822 för att ersätta St. Philip Street Theatre, som dittills hade varit stadens engelskspråkiga (och första) teater. Den började byggas 1822, hade sin öppningsföreställning i maj 1823, och var färdigbyggd 1824. Teatern var utrustad med stadens första gasbelysning.  Under sin verksamhetstid ansågs den vara den finaste teatern i Södern, sedan Charleston Theatre i Charleston vid denna tid upplevde en nedgångsperiod. Teatersällskapet som uppträdde i lokalen kallades 'American Company' och uppträdde även i Natchez, Mississippi, Nashville (1825), Huntsville, Alabama och Cincinnati (1832), och uppförde 1829 de första teaterföreställningarna i St. Louis. 
Den ersattes 1835 av St. Charles Theatre och brann ned 1842. 